# Campohermoso

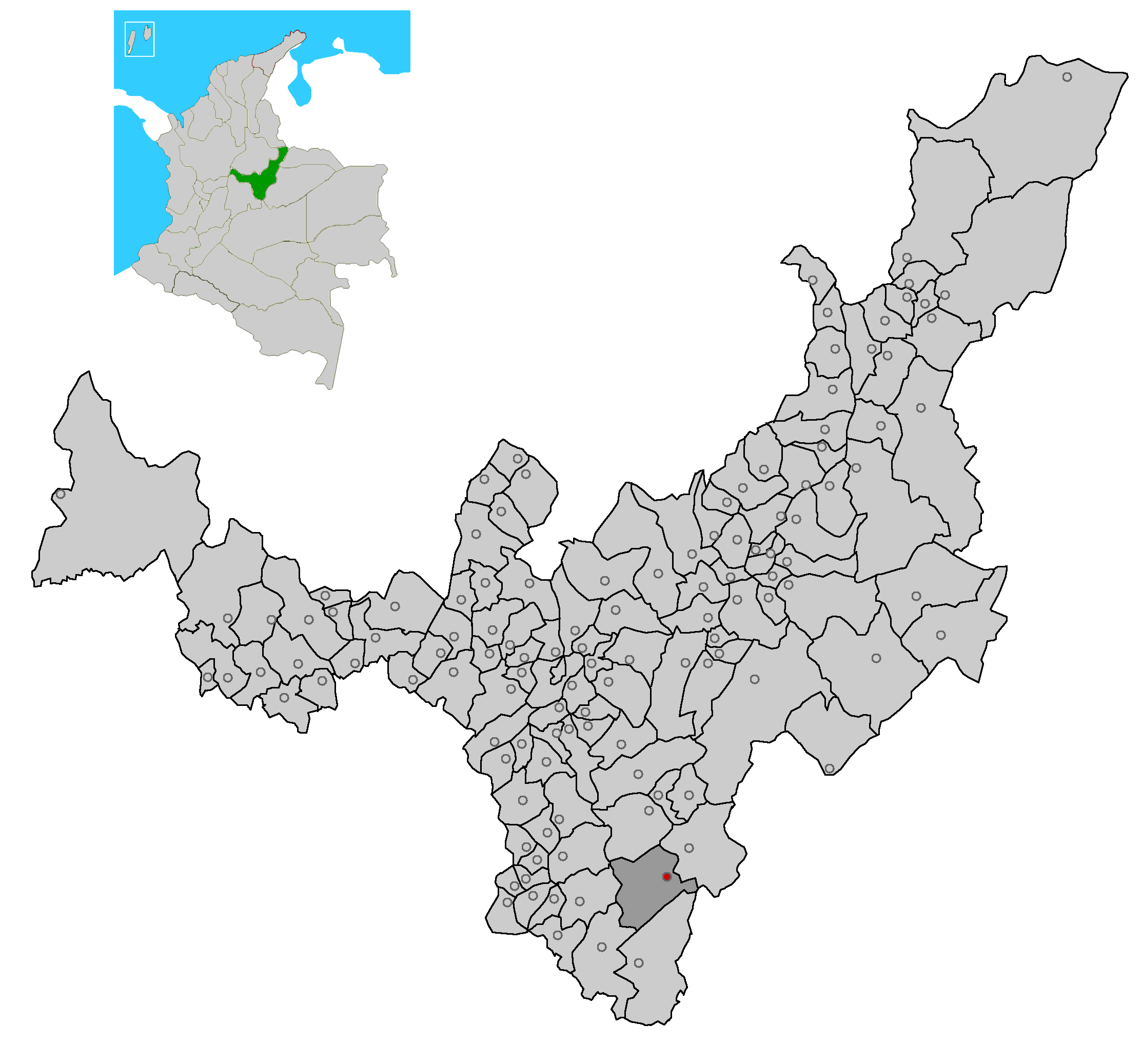
Localização de Campohermoso no departamento de Boyacá.

Campohermoso é um município no departamento de Boyacá, na Colômbia.